# Tanya Franks
Tanya Christine Franks es una actriz, escritora y productora británica, más conocida por haber interpretado a Karen Ellis en Family Affairs y actualmente por interpretar a Rainie Cross en EastEnders.

## Biografía
En 2006 fundó el "Stock-pot Productions Ltd", una compañía de teatro, televisión, radio y cine.

## Carrera
En 2000 se unió al elenco principal de la serie Family Affairs, donde interpretó a la camarera Karen Webb-Ellis hasta 2003. 
Ese mismo año se unió al elenco de la serie Pulling, donde interpretó a la maestra Karen hasta 2009. 
En 2004 se unió al elenco recurrente de la serie policíaca The Bill, donde interpretó a la detective Rowanne Morrell hasta 2005. 
El 2 de agosto de 2007, se unió como personaje recurrente de la exitosa serie británica EastEnders, donde interpretó a  Lorraine "Rainie" Cross hasta 2008; más tarde regresó a la serie en 2010 como parte del elenco principal; sin embargo, se fue de nuevo el 8 de diciembre de 2011. El 16 de junio de 2014 Tanya regresó a la serie. En 2015 regresó a la serie brevemente. Tanya regresó nuevamente a la serie el 19 de enero de 2018 ahora como parte del elenco principal.
En 2010 apareció como invitada en la cuarta temporada de la serie Skins, donde interpretó a Ruth Byatt. En 2012 apareció en la película Liz & Dick, donde interpretó a la productora Sybil Williams-Burton.

## Filmografía

### Series de televisión
| Año                                                   | Título         | Personaje                | Notas                                |
| ----------------------------------------------------- | -------------- | ------------------------ | ------------------------------------ |
| 2007 - 2008, 2010 - 2011, 2014, 2015, 2018 - presente | EastEnders     | Rainie Cross             | 82 episodios                         |
| 2016                                                  | Grantchester   | Rita Jones               | episodio # 2.5                       |
| 2016                                                  | Vera           | Lorraine Hallam          | episodio "The Moth Catcher"          |
| 2015                                                  | Chewing Gum    | Mandy                    | 4 episodios                          |
| 2013, 2015                                            | Broadchurch    | Lucy Stevens             | 12 episodios                         |
| 2013                                                  | Love Matters   | Denise                   | episodio "Kitten Chic"               |
| 2013                                                  | Pramface       | Fiona                    | episodio "Supermum and Hardguy 2000" |
| 2012                                                  | New Tricks     | Roxanne Guthrie          | episodio "Dead Poets"                |
| 2011                                                  | Coming Up      | Shirley                  | episodio "Geronimo"                  |
| 2010 - 2011                                           | Hotel Trubble  | Dolly                    | 26 episodios                         |
| 2010                                                  | Ashes to Ashes | Marjorie Blonde          | episodio # 3.1                       |
| 2010                                                  | Skins          | Ruth Byatt               | episodio "Cook"                      |
| 2006 - 2009                                           | Pulling        | Karen                    | 13 episodios                         |
| 2008                                                  | The Cup        | Sandra Farrell           | 6 episodios                          |
| 2006                                                  | Doctors        | Juliet Nicholls          | episodio "Marilyn, Sometimes"        |
| 2004 - 2005                                           | The Bill       | Detective Rowanne Morell | 22 episodios                         |
| 2005                                                  | Holby City     | Tina Papworth            | episodio "Live and Let Die"          |
| 2000 - 2003                                           | Family Affairs | Karen Ellis              | 123 episodios                        |

### Películas
| Año  | Título                 | Personaje    | Notas                                                                            |
| ---- | ---------------------- | ------------ | -------------------------------------------------------------------------------- |
| 2012 | Liz & Dick             | Sybil Burton | junto a Lindsay Lohan, Grant Bowler, David Hunt y Theresa Russell                |
| 2012 | The Magnificent Eleven | Clare        | junto a Robert Vaughn, Sean Pertwee, Keith Allen, Phillip Rhys y Danny Midwinter |
| 2011 | Island                 | Ruby         | junto a Natalie Press, Colin Morgan y Janet McTeer                               |
| 2007 | One Day                | Cherie       | corto - junto a Caroline Fitzgerald, Toby Stephens y Tim McInnerny               |
| 2005 | Chromophobia           | Christine    | junto a Rhys Ifans, Kristin Scott Thomas y Harriet Walter                        |

### Escritora, productora y narradora
| Año  | Título       | Notas                             |
| ---- | ------------ | --------------------------------- |
| 2010 | Kama Sutra   | teatro - narradora                |
| 2009 | Glamour Puds | narradora                         |
| 2007 | One Day      | corto - escritora y co-productora |

### Teatro
| Año  | Título                          | Personaje      | Director         | Teatro                      | Notas                                                           |
| ---- | ------------------------------- | -------------- | ---------------- | --------------------------- | --------------------------------------------------------------- |
| 2015 | Contact.com                     | -              | -                | Park Theatre                | junto a Charlie Brooks, Jason Durr y Ralph Aiken                |
| 2010 | Really Old Like Forty-Five      | Amanda         | Anna Mackmin     | Royal National Theatre      | junto a Lucy May Barker, Amelia Bullmore y Gawn Grainger        |
| 2009 | The Black Album                 | Deedee Osgood  | Jatinder Verma   | Royal National Theatre      | junto a Jonathan Bonnici, Shereen Martineau y Alexander Andreou |
| 2009 | The Thin Horizon                | Meteora        | Phoebe Barran    | Theatre 503                 | junto a Mark A Brighton, Gary Shelford y Nathan Stewart-Jarrett |
| 2008 | Our Country's Good              | Liz Morden     | Alex Clifton     | Watermill Theatre           | -                                                               |
| 2007 | Pretend You Have Big Buildings  | Karen          | Sarah Frankom    | Royal Exchange Theatre      | junto a Jonathan Baile, Shobna Gulati y Sacha Dhawan            |
| -    | Hiding                          | Kate           | Anthony Biggs    | Watford Playhouse Theatre   | -                                                               |
| 2004 | Sing Yer Heart Out For The Lads | Gina           | Paul Miller      | Royal National Theatre      | junto a Callum Dixon, Gawn Grainger y Steve John Shepherd       |
| -    | Al Fall Away                    | Samantha       | Stuart Mullins   | Latchmere Theatre           | -                                                               |
| -    | Standup                         | Linda          | Roy Marsden      | Westcliffe Theatre          | -                                                               |
| 1999 | East                            | Sylv           | Steven Berkoff   | London’s West End           | -                                                               |
| -    | The Millionaires                | Patricia Smith | John Caird       | -                           | -                                                               |
| -    | A Mindsummer Night's Dream      | Hermia/Quince  | Trevelyan Wright | Salisbury Playhouse Theatre | -                                                               |
| -    | The Life of Galileo             | Virginia       | Maggie Forsyth   | -                           | -                                                               |
| -    | Fountain of Youth               | Paula          | Miles Foster     | Vienna's Theatre            | -                                                               |
| -    | View from the Bridge            | Katherine      | Dee Hart         | Frankfurt's Theatre         | -                                                               |
| -    | Deckchairs                      | -              | Mark Brailsford  | Kings Head Theatre          | -                                                               |
| -    | Tess                            | Tess           | Sydney Golder    | Kings Head Theatre          | -                                                               |
| -    | The Stronger                    | Madame X       | Michael Cullen   | Kings Head Theatre          | -                                                               |
| -    | Twelve Pound Look               | Kate           | Richard Parsons  | Kings Head Theatre          | -                                                               |
| -    | Puss in Boots                   | -              | Phillip Batty    | Colwyn Theatre              | -                                                               |
| -    | I Ought to be in pictures       | Libby          | Gareth Owen      | Colwyn Theatre              | -                                                               |
| -    | Teechers                        | Hobby          | Gareth Owen      | Colwyn Theatre              | -                                                               |
| -    | Mother Goose                    | Jilly Goose    | Philip Batty     | Colwyn Theatre              | -                                                               |
| -    | Playreading of Shaw             | -              | Martin Starkie   | Museum Theatre              | -                                                               |
| -    | Gaslight                        | Bella          | Rob Lindsay      | -                           | -                                                               |
| -    | Belfast                         | Annie          | Sydney Golder    | Elephant Theatre            | -                                                               |

## Premios y nominaciones
| Año  | Categoría                   | Premio                         | Serie          | Resultado |
| ---- | --------------------------- | ------------------------------ | -------------- | --------- |
| 2009 | Best Female Comedy Newcomer | British Comedy Award           | Pulling        | Nominada  |
| 2009 | Best Comedy Performer       | British Comedy Award           | Pulling        | Ganadora  |
| 2009 | Best Comedy Performer       | South Bank Show Award          | Pulling        | Ganadora  |
| 2009 | Best Comedy Performer       | Royal Television Society Award | Pulling        | Nominada  |
| 2007 | Best Comedy Performer       | BAFTA Award                    | Pulling        | Nominada  |
| 2003 | Best Actress                | British Soap Award             | Family Affairs | Nominada  |
| 2002 | Best Actress                | British Soap Award             | Family Affairs | Nominada  |